# Templo del Búho
El Templo del Búho es un templo maya ceremonial ubicado en la antigua ciudad de Dzibanché en Quintana Roo, México, la primera capital de la dinastía Kaanu’l. El Templo del Búho fue edificado en el periodo clásico de la civilización maya alrededor del siglo V al siglo VI durante el apogeo de Dzibanché y el reino Kaan como una estructura de carácter funerario en la que dentro de su basamento piramidal se encuentra una escalinata de tres niveles que conduce a una cámara funeraria donde se encontró la tumba de una mujer de alto rango de la dinastía Kaanu’l la cual incluía una rica y extensa ofrenda mortuoria de vasijas, cerámicas, cuencos, navajas de obsidiana y una concha blanca (spondylus) con incrustaciones de jade tallada con la imagen de un gobernante. Recibe el nombre de Templo del Búho en alusión a una vasija de cerámica policroma encontrada dentro de la tumba del templo decorada con una tapa en forma de la cabeza de un búho, un ave que en la mitología maya estaba asociada a la noche con la capacidad de viajar entre el mundo de la vida y la muerte y que podía guiar a las almas a través de su viaje por el inframundo. Arqueológicamente también se le identifica como el Templo I o E1 de Dzibanché.

## Arquitectura
El Templo del Búho se encuentra en la plaza Xibalbá del conjunto principal de Dzibanché detrás del Templo de los Cormoranes, la estructura está compuesta por un gran basamento piramidal escalonado de tres niveles con un templo con crestería en la parte superior. El interior del basamento contiene una escalera que da acceso a una cámara principal y desciende hasta un recinto funerario. Actualmente el templo que se encuentra en la parte superior sobre el basamento piramidal tiene el techo derruido, aunque aún conserva parte de sus paredes frontales y laterales. Se estima que incluyendo su crestería la estructura pudo superar originalmente una altura de más de 30 metros.

### Tumba del Templo del Búho

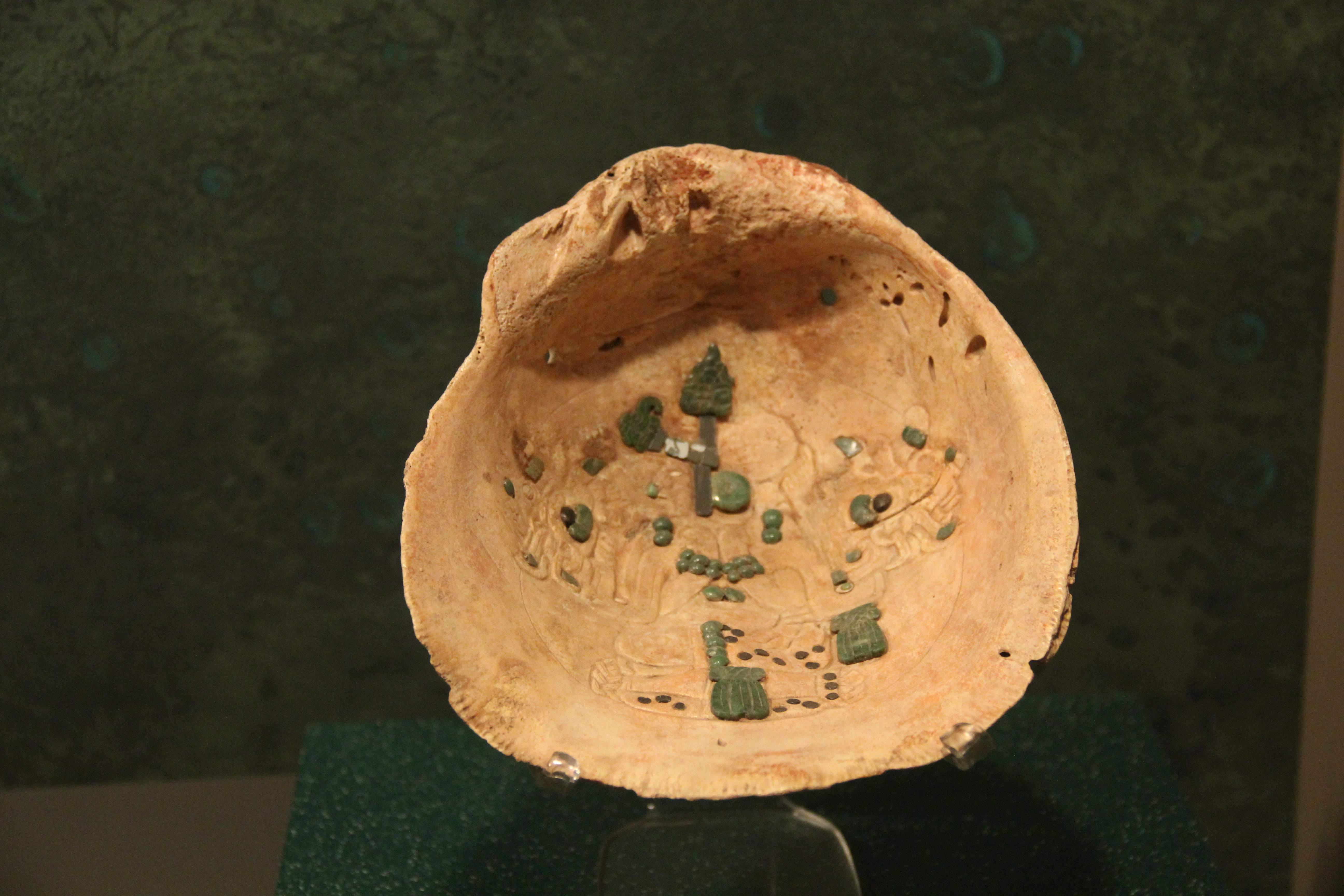
Concha blanca decorada con jade encontrada en la tumba del Templo del Búho.

La cima del basamento piramidal del Templo del Búho tiene una entrada hacia una escalinata que da acceso a un recinto funerario de forma similar al Templo de las Inscripciones en Palenque, en su interior se encontró una tumba de alto rango datada en el año 400 después de Cristo perteneciente a la dinastía Kaanu’l de Dzibanché, dentro del entierro estaba el esqueleto de una mujer adulta sentada de piernas cruzadas recostada sobre un plato y rodeada de una gran ofrenda mortuoria conformada por cerámicas de alta calidad como varias vasijas policromas con tapa entre las que destaca una cuya tapa tiene la forma de la cabeza de un búho que se utilizó como referencia por los arqueólogos para nombrar la estructura, un cuenco con representaciones de monos y un cuenco de piedra además de 14 navajas de obsidiana y una concha blanca spondylus de gran tamaño única en su tipo en la región maya grabada detalladamente con la imagen de un gobernante y finamente decorada con incrustaciones de jade y coral negro.

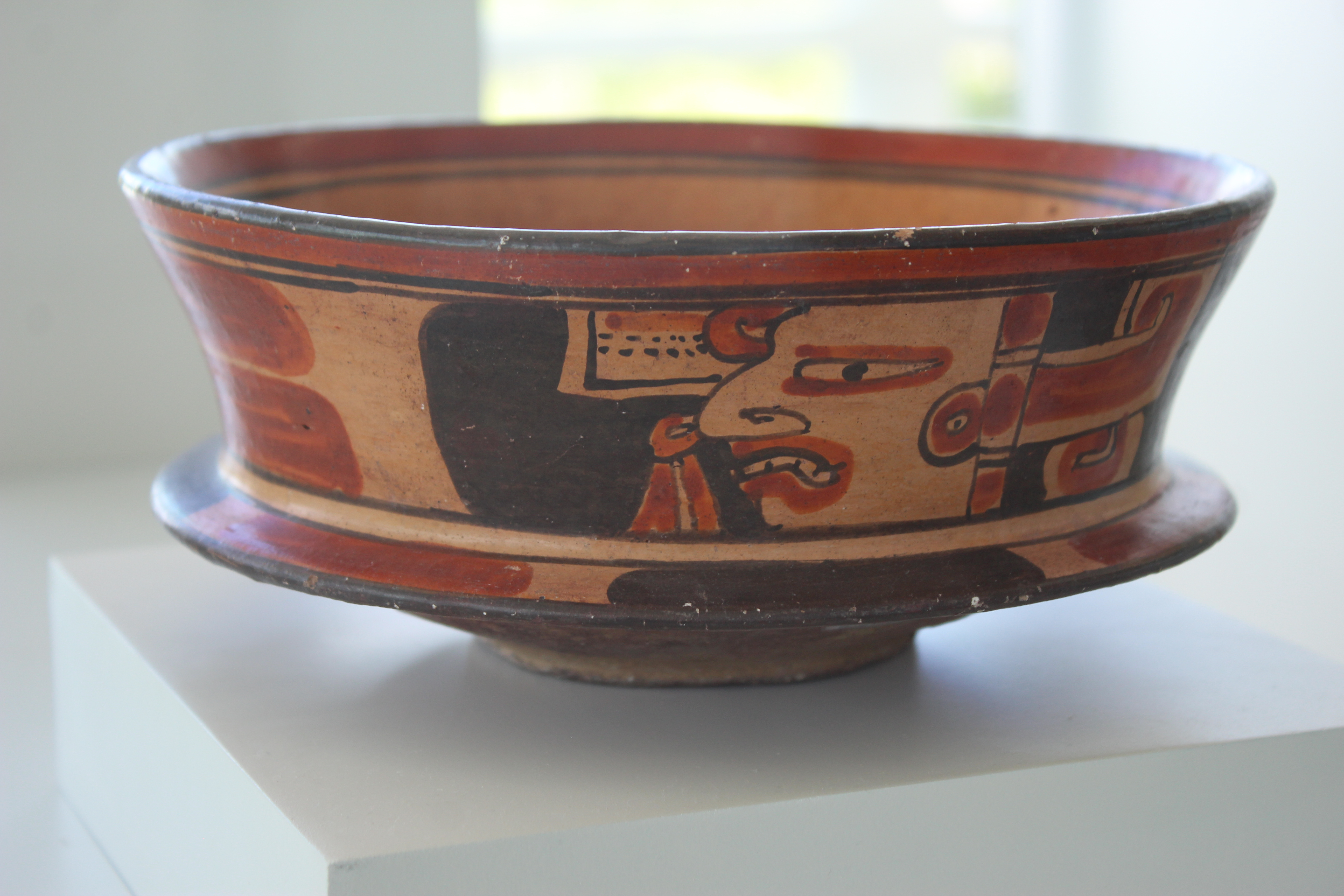
Vasija cerámica que formaba parte de la ofrenda de la tumba del Templo del Búho.